# Gränna församling
Gränna församling är en församling i Södra Vätterbygdens kontrakt av Växjö stift i Jönköpings kommun i Småland. Församlingen ingår i Gränna-Visingsö pastorat.
Församlingskyrkan heter Gränna kyrka. Det finns även en kyrka i Örserum, vilken förvaltas av en lokal kapellstiftelse.

## Administrativ historik
Gränna församling har medeltida ursprung.
År 1652 delades församlingen upp i Gränna stadsförsamling och Gränna landsförsamling och detta namn upphörde. Församlingen återbildades 1963 då Gränna stadsförsamling införlivade Gränna landsförsamling och samtidigt bytte till detta namn efter att Visingsö församling 1962 tillförts pastoratet.

## Areal
Gränna församling omfattade den 1 januari 1976 en areal av 142,9 kvadratkilometer, varav 127,6 kvadratkilometer land.

## Series pastorum
Lista över kyrkoherdar i Gränna församling.
| Verksam   | Namn                       | Levnadstid | Övrigt                           |
| --------- | -------------------------- | ---------- | -------------------------------- |
| 1309      | Johannes                   |            |                                  |
| 1344      | Petrus                     |            |                                  |
| 1380      | Ingemundus                 |            |                                  |
| 1410–1412 | Niclis Svensson            |            |                                  |
| –1457     | Tyriels                    |            |                                  |
| 1470–     | Thorstanus Johannis        |            |                                  |
| 1520–1527 | Nils                       |            |                                  |
| –1544     | Peder                      |            |                                  |
| 1548–1558 | Bengt                      |            | Häradsprost i Vista och Tveta    |
| 1560–     | Lars                       |            |                                  |
| 1563–1566 | Håkan J.                   |            |                                  |
| 1566–1572 | Jonas Benedicti            |            |                                  |
| 1579–1583 | Andreas Erici              |            |                                  |
| 1584–1602 | Andreas Petri              |            |                                  |
| 1602–1603 | Ericus Jonae               |            |                                  |
| 1604–1613 | Olaus Ingvaldi Dingt       |            |                                  |
| 1614–1618 | Magnus Hök                 |            |                                  |
| 1619–1643 | Jonas Magni                | 1582-1659  | Prost över Visingsborgs grevskap |
| 1643–1651 | Haquinus Nicolai Humble    | död 1659   |                                  |
| 1963–1971 | Carl Wallis Wendel         | 1904–1978  | Kontraktsprost                   |
| 1971–1982 | Anders Martin Andrén       | 1917–1995  | Kontraktsprost                   |
| 1982–2006 | Lars Torgny Lundqvist      | 1941–      |                                  |
| 2008–2015 | Maria Rosensköld Johansson | 1963–      |                                  |
| 2015–     | Karl Arne Håkan Englund    | 1959–      |                                  |

### Komministrar
| Verksam   | Namn                    | Levnadstid | Övrigt                                       |
| --------- | ----------------------- | ---------- | -------------------------------------------- |
| 1617–1622 | Ericus Petri Bergius    |            | Senare kyrkoherde i Bergs församling.        |
| 1622–1643 | Haquinus Nicolai Humble |            | Senare kyrkoherde i församlingen.            |
| 1626      | Benedictus              |            | Kaplan.                                      |
|           | Magnus Laurentii        |            |                                              |
| 1647–1682 | Johannes Petri Ederus   | död 1682   |                                              |
| 1683–1711 | Bergerus Nicolai Klint  | 1649–1711  |                                              |
| 1711–1727 | Jonas Berggrehn         | 1683–1727  |                                              |
| 1729–1735 | Israel Ulnerus          | 1694–1735  |                                              |
| 1736–1747 | Petrus Tholander        |            | Senare kyrkoherde i Vetlanda församling.     |
| 1747–1760 | Abraham Agrell          | 1709–1760  |                                              |
| 1760–1795 | Jonas Berggren          | död 1795   |                                              |
| 1795–1798 | Johan Wickelius         |            | Senare kyrkoherde i Stenbrohults församling. |
| 1799–1808 | Vitalis Wetter          | 1746–1808  |                                              |
| 1809–1810 | Carl Holjer Rosenblad   | 1755–1810  |                                              |
| 1811–1824 | Jonas Israel Öhrnberg   |            | Senare kyrkoherde i Värnamo församling.      |
| 1824–1861 | Carl Fredric Ekwurzel   | 1776–1861  |                                              |
| 1861–1878 | Johan Olof Hagelberg    | 1813–1878  |                                              |
| 1878–1890 | Frans Nikolaus Hagström |            | Senare kyrkoherde i Vetlanda församling.     |
| 1891–1908 | Karl August Malmqvist   |            | Senare kyrkoherde i Södra Hestra församling. |
| 1909–1922 | Josef Natanael Lindblad | 1881–      |                                              |
| 1923–1927 | Karl Henning Thunell    |            | Senare komminister i Hakarps församling.     |
| 1927–     | Per Arthur Johnsson     |            |                                              |

## Organister
| Ämbetstid | Namn               | Levnadstid | Övrigt    |
| --------- | ------------------ | ---------- | --------- |
| 1963–1964 | Sture Paulus Petri | 1912–      | Organist. |